# John Knox
John Knox (født ca. 1514, død 24. november 1572 i Edinburgh) var en skotsk reformator og grundlægger af den skotske statskirke.
Han var oprindelig romersk-katolsk præst, og det antages at han blev omvendt til protestantismen af reformatoren George Wishart. Da Wishart blev henrettet for kætteri gik Knox først under jorden, men begyndte senere at prædike den reformerte lære. Han blev taget til fange af franske tropper i Skotland i 1547, og blev bragt til Frankrig som galejslave. Han blev frigivet i 1549 efter den engelske regerings mægling. I England blev han fra 1551 kongelig kapellan.
Da den katolske dronning Maria besteg tronen i 1553 flygtede Knox udenlands. I 1557 blev han dømt til døden ved brænding på bålet in absentia. I eksil var han en tid i Schweiz, hvor han lærte Jean Calvin at kende.
I 1559 vendte han tilbage til Skotland, hvor han begyndte at prædike for presbyterianismen. Han var en stærk modstander af dronning Maria Stuart, og blev anklaget for forræderi af hende personlig, men blev frikendt i 1563.